# (473069) 2015 HP94
(473069) 2015 HP94 es un asteroide perteneciente al cinturón de asteroides, descubierto el 14 de abril de 2010 por Wide-field Infrared Survey Explorer desde el telescopio espacial Wide-Field Infrared Survey Explorer (WISE), Estados Unidos.

## Designación y nombre
Designado provisionalmente como 2015 HP94.

## Características orbitales
2015 HP94 está situado a una distancia media del Sol de 3,192 ua, pudiendo alejarse hasta 3,682 ua y acercarse hasta 2,702 ua. Su excentricidad es 0,153 y la inclinación orbital 11,31 grados. Emplea 2083 días en completar una órbita alrededor del Sol.

## Características físicas
La magnitud absoluta de 2015 HP94 es 16,1. Tiene 4,524 km de diámetro y su albedo se estima en 0,045.